# 崎村城
崎村城（さきむらじょう）は、佐賀県神埼市にあった日本の城（平山城）。

## 歴史
神埼市の田手川左岸に位置する。犬塚氏は筑後国三潴郡を本拠としていたが、明応年間（1492年～1501年）に犬塚家貞が当地に移り﨑村城を築いた。その後、長男の家直は崎村城主となり、三男の家種が補佐役を務めた。
永禄12年（1569年）に大友義鎮が龍造寺氏を攻撃した際、当城の鎮直は龍造寺氏につき、大友氏に味方した尚重と争って共に戦死した。その後、鎮直の後を継いだ遺子・家広は元亀3年（1572年）に三根郡に移封され、龍造寺家臣となった。